# هیلاری و جکی
هیلاری و جکی (به انگلیسی: Hilary and Jackie) نام فیلم زندگی‌نامه‌ای بریتانیایی است بر پایهٔ کتاب نابغه‌ای در خانواده از هیلاری و پیرس دو پره که در سال ۱۹۹۸ به کارگردانی آناند تاکر ساخته شد.
امیلی واتسون به خاطر بازی در این فیلم برای دریافتِ جایزه اسکار بهترین بازیگر نقش اول زن نامزد شد.